# 東成街
東成街為臺灣臺南市東區虎尾寮社區街道之一，西起東門路三段，經過復興國小後門後東端接裕忠三街，全長大約770公尺。
街道兩側為大多為住宅區，同時穿插一些小型工廠。

## 交叉路口
- 東門路三段
- 富農街一段
- 自由路三段

## 沿途設施
- 虎尾寮太子普安宮
- 東成公園
- 台榮實業廠股份有限公司
- 正烽實業股份有限公司（71巷18號）
- 台南市立復興國民小學後門
- 台南市立復興國民中學後門